# Staro japansko brojanje godina
Staro japansko brojanje godina odnosno šema japanskih kalendarskih razdoblja ("era") je uobičajena kalendarska šema kojom se služi u Japanu. Godine se u ovom brojanju definira kombinacijom japanskog imena godine (jap. 年号, nengō, doslovno na hrvatskom: "ime godine", kin. niánhào) i broj godine unutar te ere. Primjerice godina 2025. je Heisei 37.
Kao i drugdje u Istočnoj Aziji uporaba nengōa, također zvanog "gengō" (元号), korijene vuče iz običaja carske Kine. Japanski je pak sustav neovisan i o kineskom, i o korejskom i o vijetnamskom starinskom sustavu brojanja godina. Za razliku od nekih sličnih sustava, japanska su imena za razdoblja još u uporabi. Vladini uredi obično zahtijevaju imena razdoblja i godina kod službenih dokumenata.
Imena četiriju razdoblja koja su uslijedila nakon što je 1868. svršilo razdoblje Edo može se pisati skraćeno na način da se uzme prvo slovo iz imena tih razdoblja pisanih latiničnih imena. Primjerice, S55 znači Shōwa 55 (t.j. 1980. godine), H22 označuje Heisei 22 (2010. godina). Sa 64 godine trajanja, razdoblje Shōwa najdulje je japansko razdoblje do danas.

## Vanjske poveznice
- Preračunavalo kršćanskih godina u nengō